# Julius Hitzel

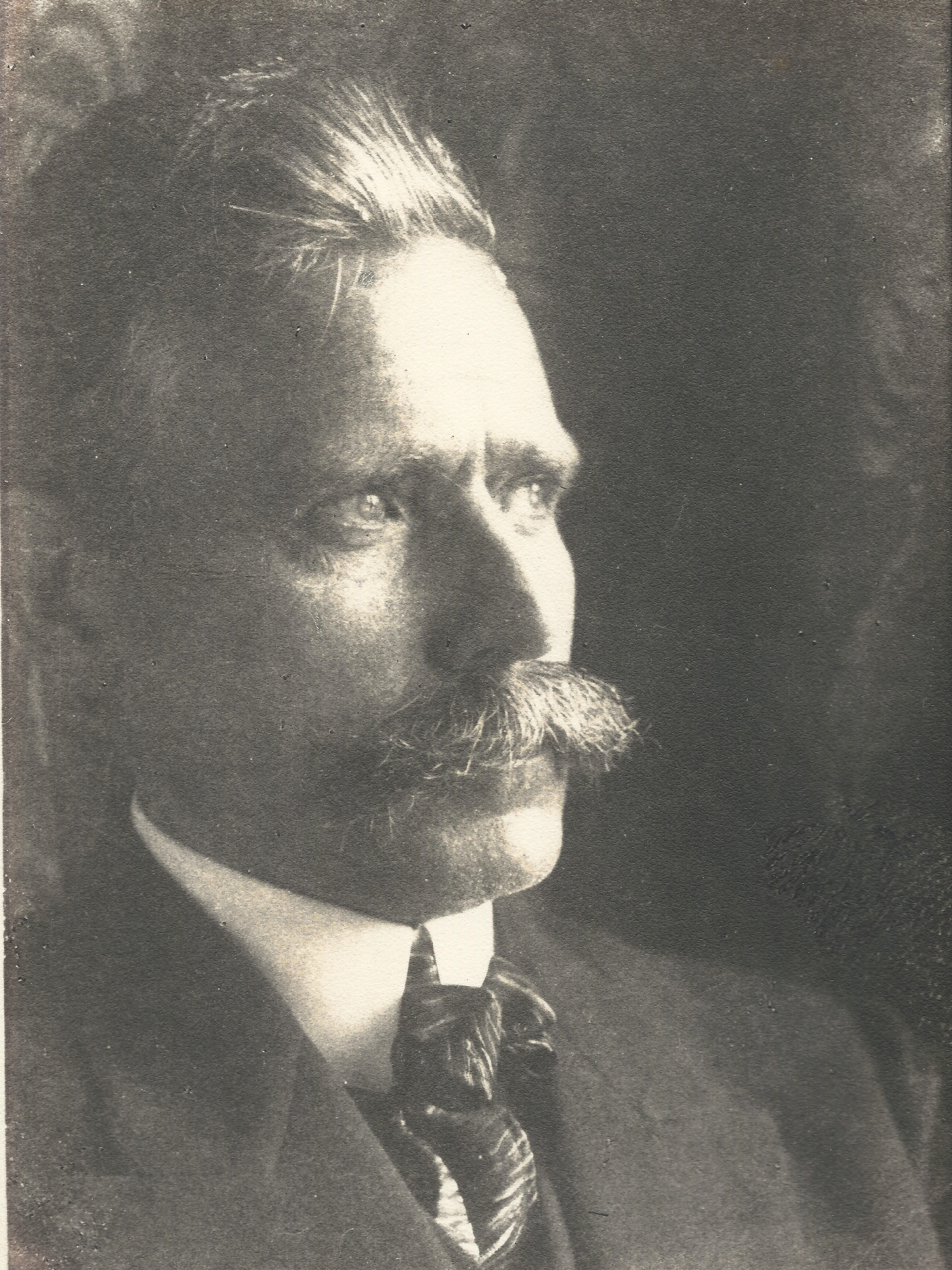
Julius Hitzel

Julius Hitzel (* 30. September 1877 in Bieber bei Offenbach; † 14. April 1934 in Konstanz) war ein deutscher Architekt. Als Erzbischöflicher Baurat war er Leiter der Außenstelle Konstanz des Erzbischöflichen Bauamts Freiburg.

## Leben und Beruf
Julius Hitzel wurde am 30. September 1877 in Bieber bei Offenbach (Main) geboren. Er besuchte von 1891 bis 1895 die Technischen Lehranstalten Offenbach (Bauzeichner 1891, Bautechniker 1892) und arbeitete anschließend von 1895 bis 1903 bei Alexander Linnemann in Frankfurt am Main, bei dem er auch praktische Erfahrungen mit Glasmalerei und Kunstgewerbe sammelte. Während dieser Zeit unterrichtete er von 1899 bis 1903 Schüler der baugewerblichen Berufe in Freihandzeichnen an den Technischen Lehranstalten Offenbach.
Von 1903 bis 1904 studierte er an der Technischen Hochschule Karlsruhe, u. a. bei Carl Schäfer, Friedrich Ratzel, Max Laeuger, Josef Durm und Otto Warth. Anschließend war er tätig im Atelier des Architekten Carl Moritz in Köln (1905–1906), bei den Architekten Curjel & Moser in Karlsruhe (1906–1907) und in der Landeshochbauverwaltung für das Reichsland Elsass-Lothringen in Straßburg (1907–1912). In dieser Zeit war er am Neubau des 1911 fertiggestellten II. Ministerialdienstgebäudes beteiligt.

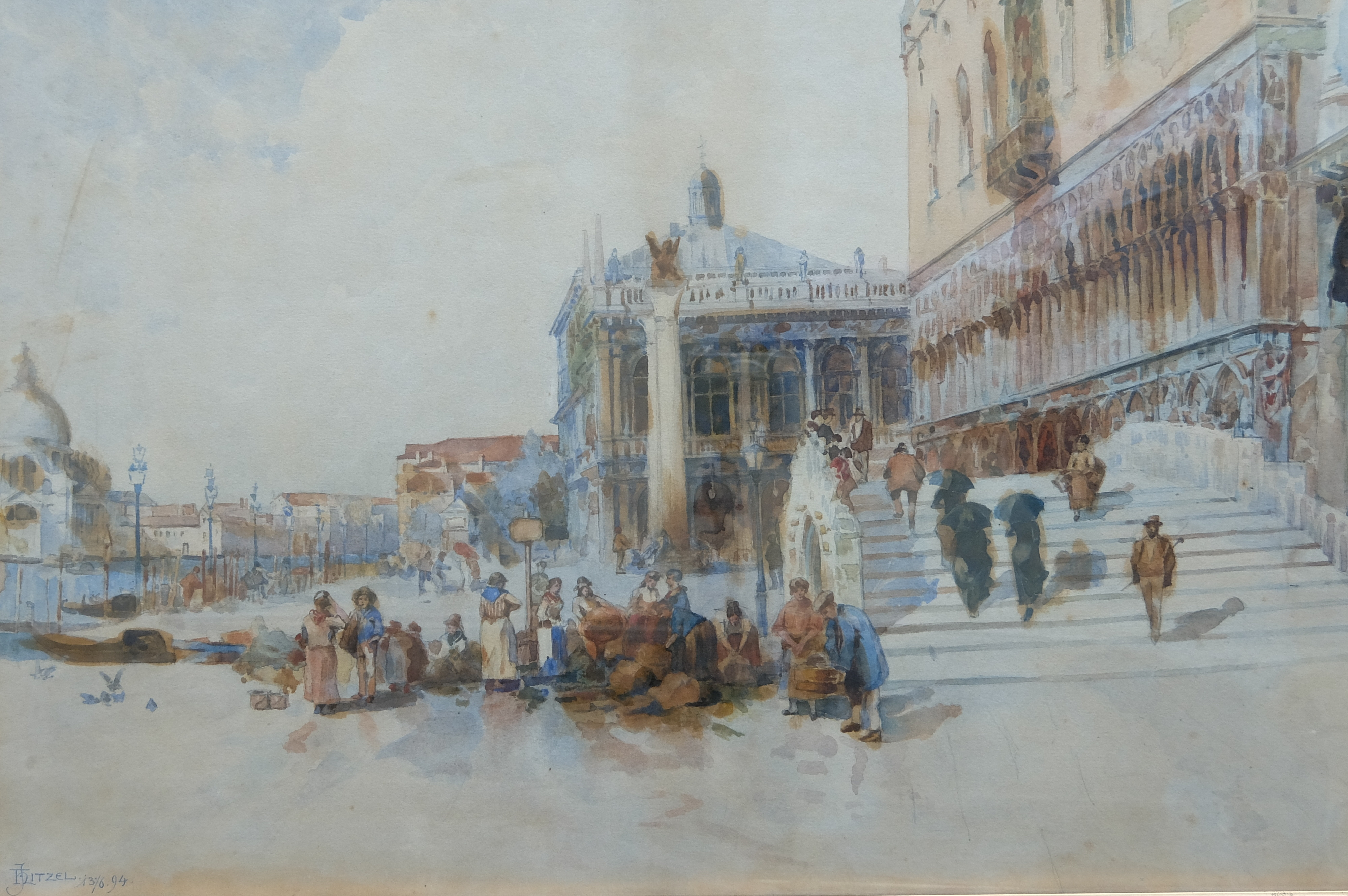
Venedig, Aquarell von Julius Hitzel, 1894
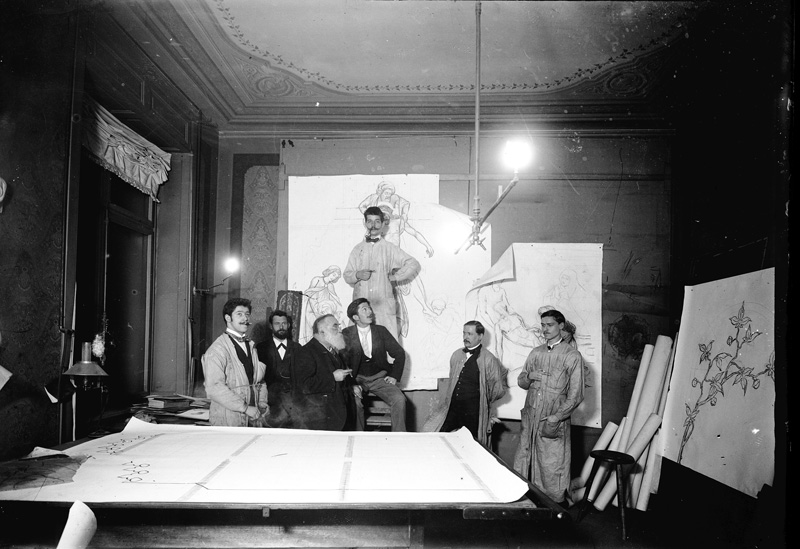
Julius Hitzel im Atelier Linnemann in Frankfurt, vor 1902 (stehend Mitte hinten)
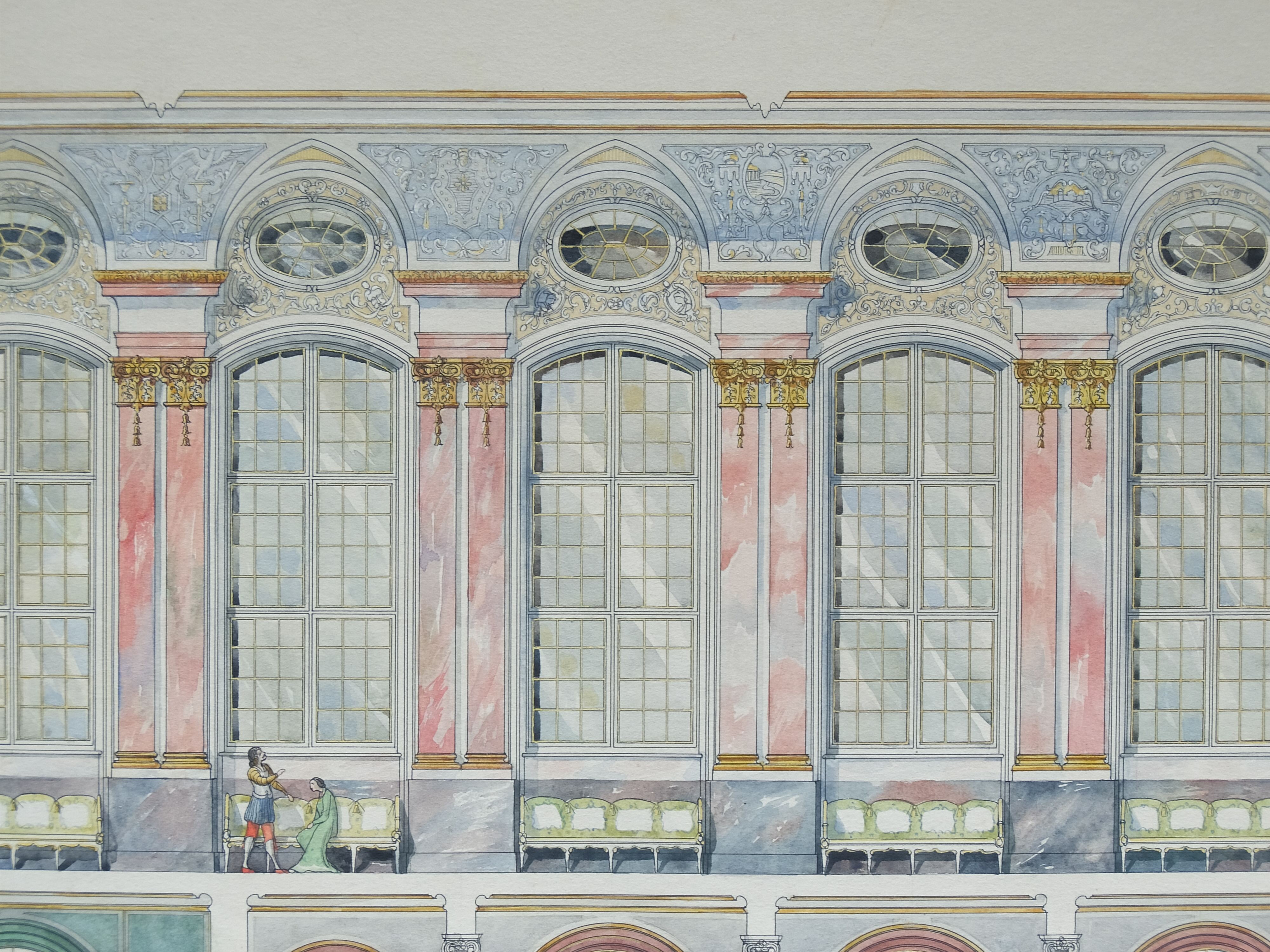
Entwurf eines Festsaals, 1905
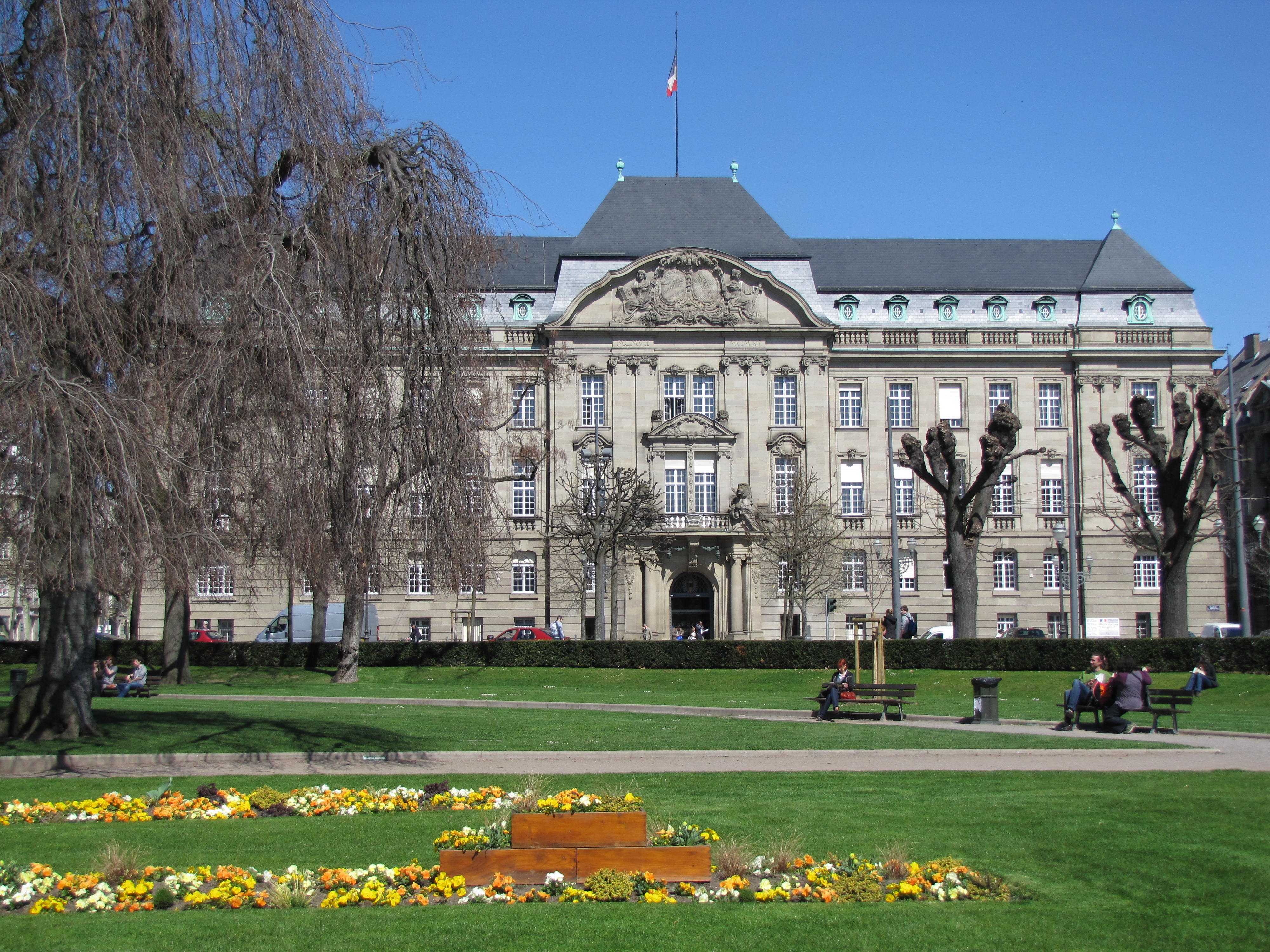
II. Ministerialgebäude (heute: Préfecture administrative d'Alsace et du Bas-Rhin, Strasbourg)

Ab März 1912 arbeitete er in der kommunalen Bauverwaltung der Stadt Metz, bis er am 1. Juni 1913 als Architekt in das Erzbischöfliche Bauamt in Konstanz eintrat. Nach Ausbruch des Ersten Weltkriegs wurde er stellvertretender Dienstvorstand. Im Jahr 1916 zum Kriegsdienst einberufen, wurde Hitzel bis zum Ende des Kriegs an der Westfront eingesetzt. Im Jahre 1924 übernahm er die Leitung der Außenstelle des Erzbischöflichen Bauamts Freiburg in Konstanz und wurde 1929 zum Erzbischöflichen Baurat ernannt.
Schwerpunkte seiner Arbeit waren der Neubau und die Renovierung von Kirchen und Pfarrhäusern sowie die Errichtung von Kriegerehrenmalen. Bekannt ist seine Zusammenarbeit mit den Kunstwerkstätten Gebrüder Hemberger in Karlsruhe und Güntert & Nägele in Sigmaringendorf. Auf größeren Studienreisen durch Deutschland, Österreich und Italien vertiefte er immer wieder sein Fachwissen.

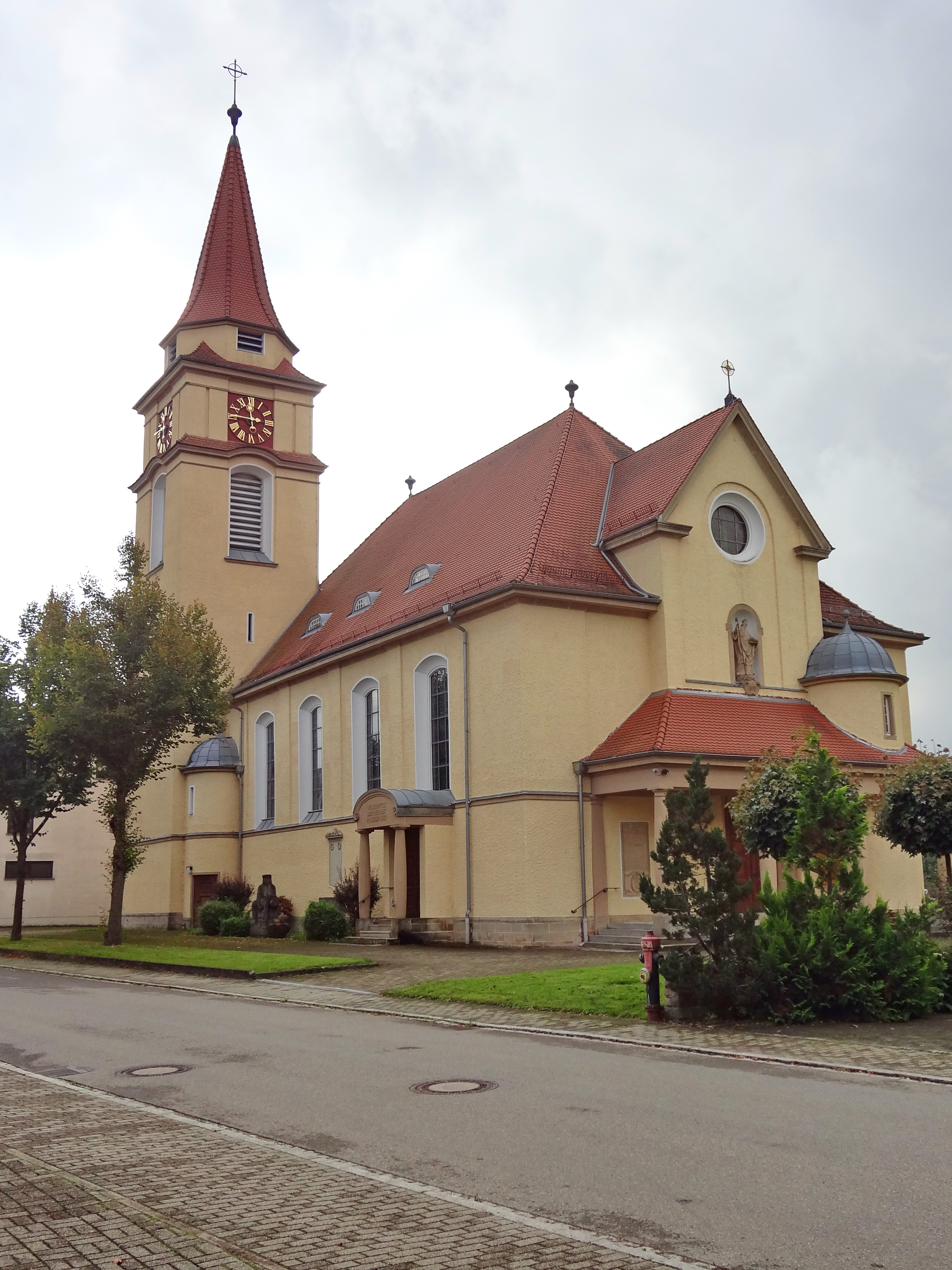
Pfarrkirche St. Nikolaus in Aulfingen
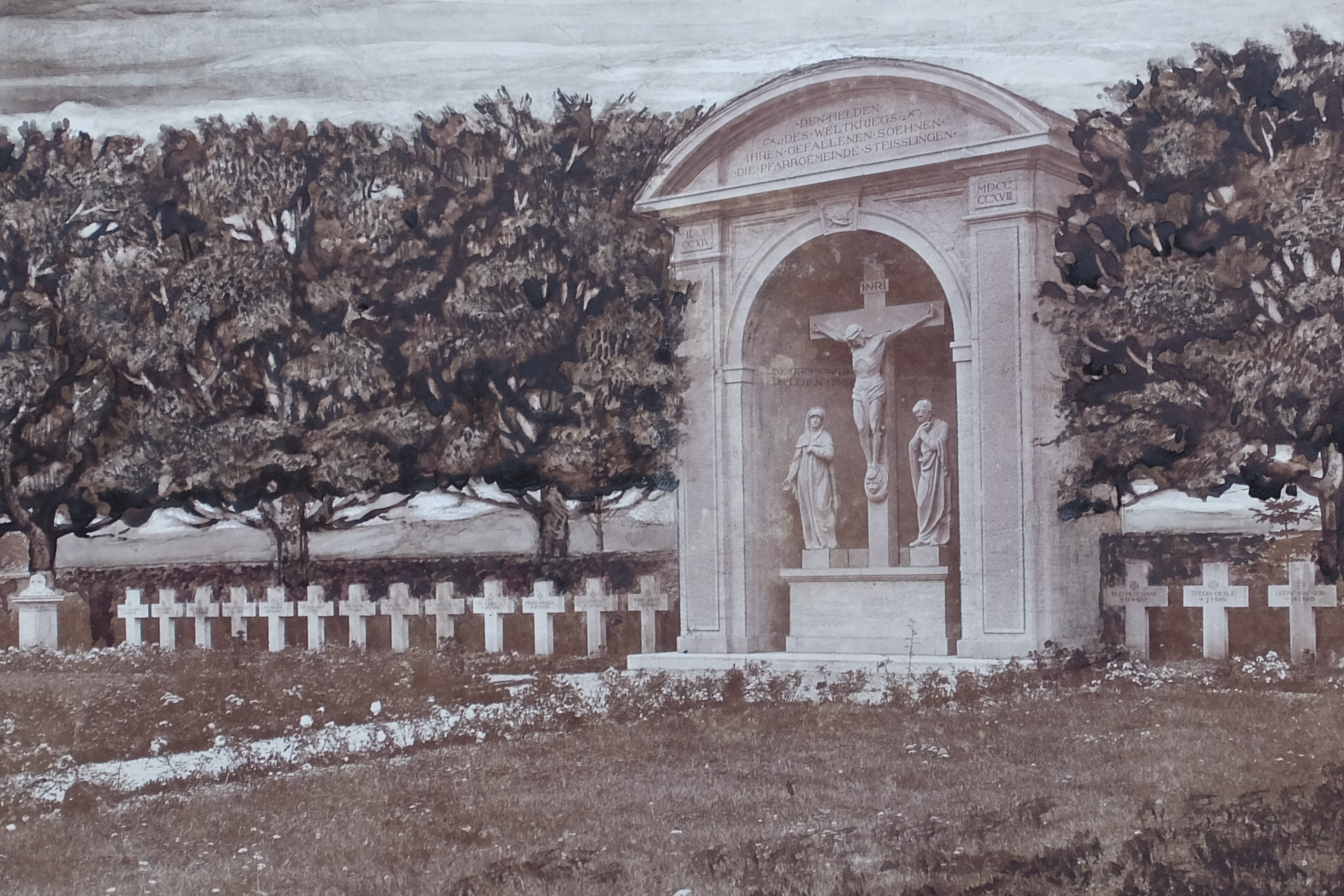
Kriegerehrenfriedhof in Steißlingen, 1922
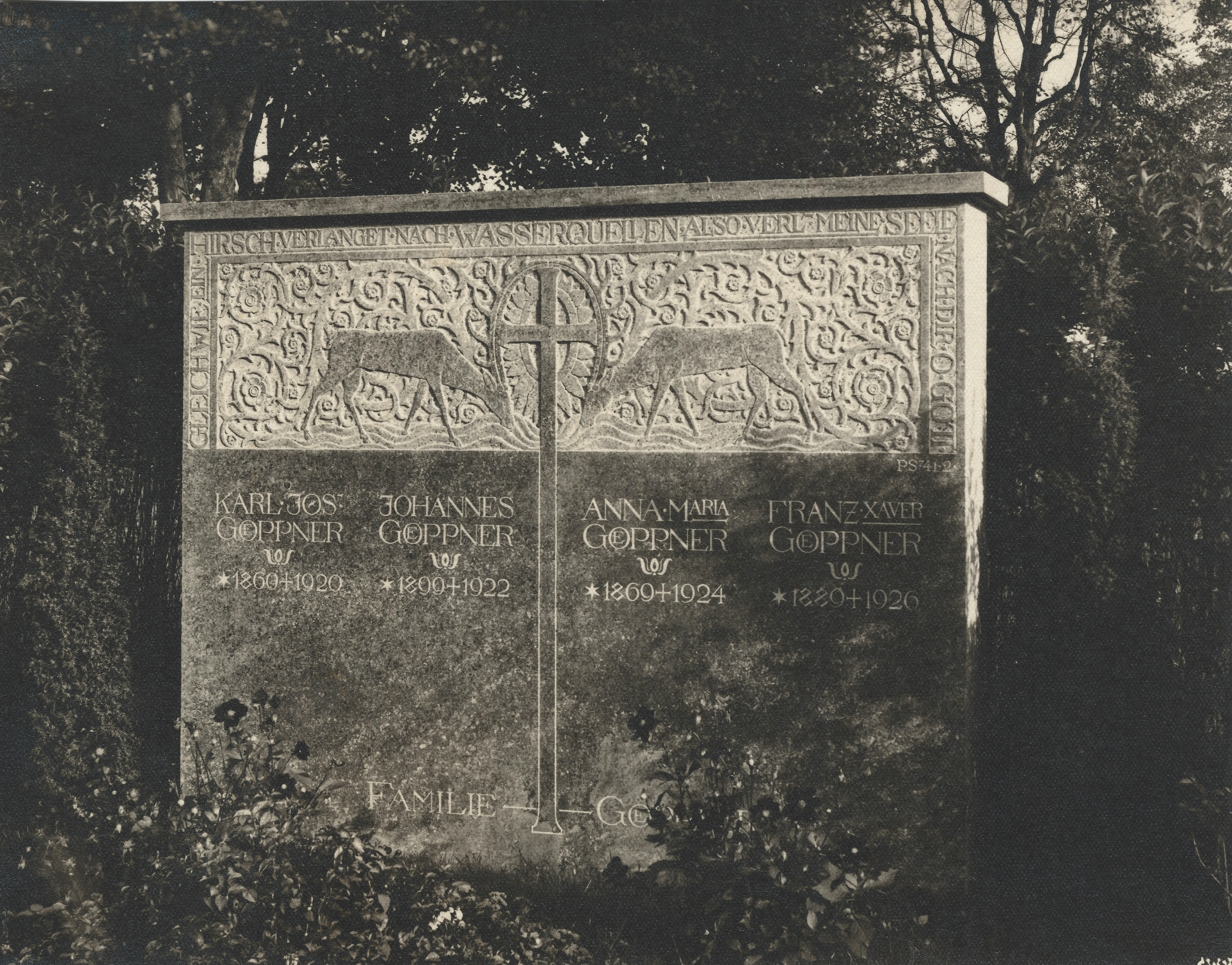
Grabmal, 1926
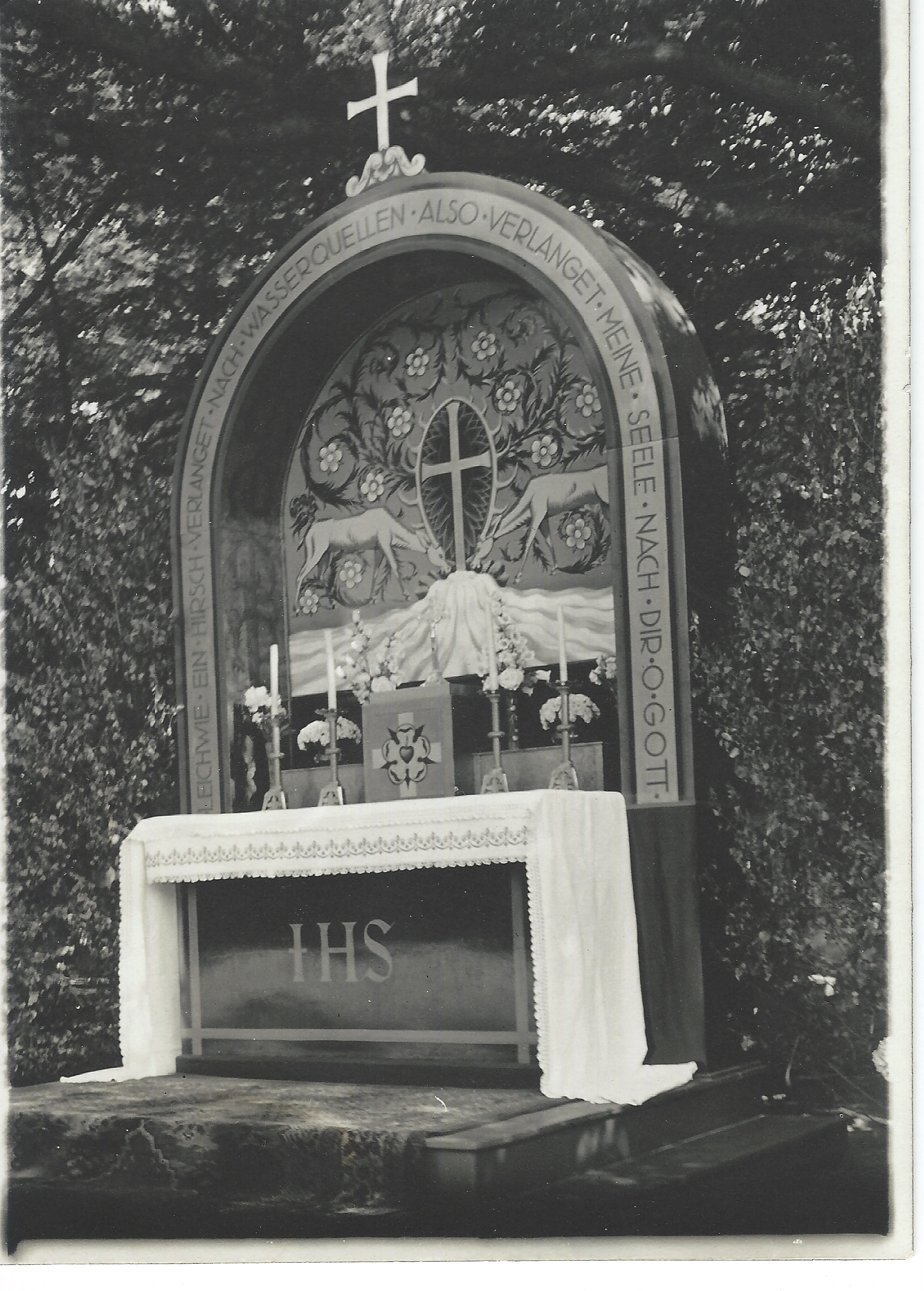
Fronleichnamsaltar
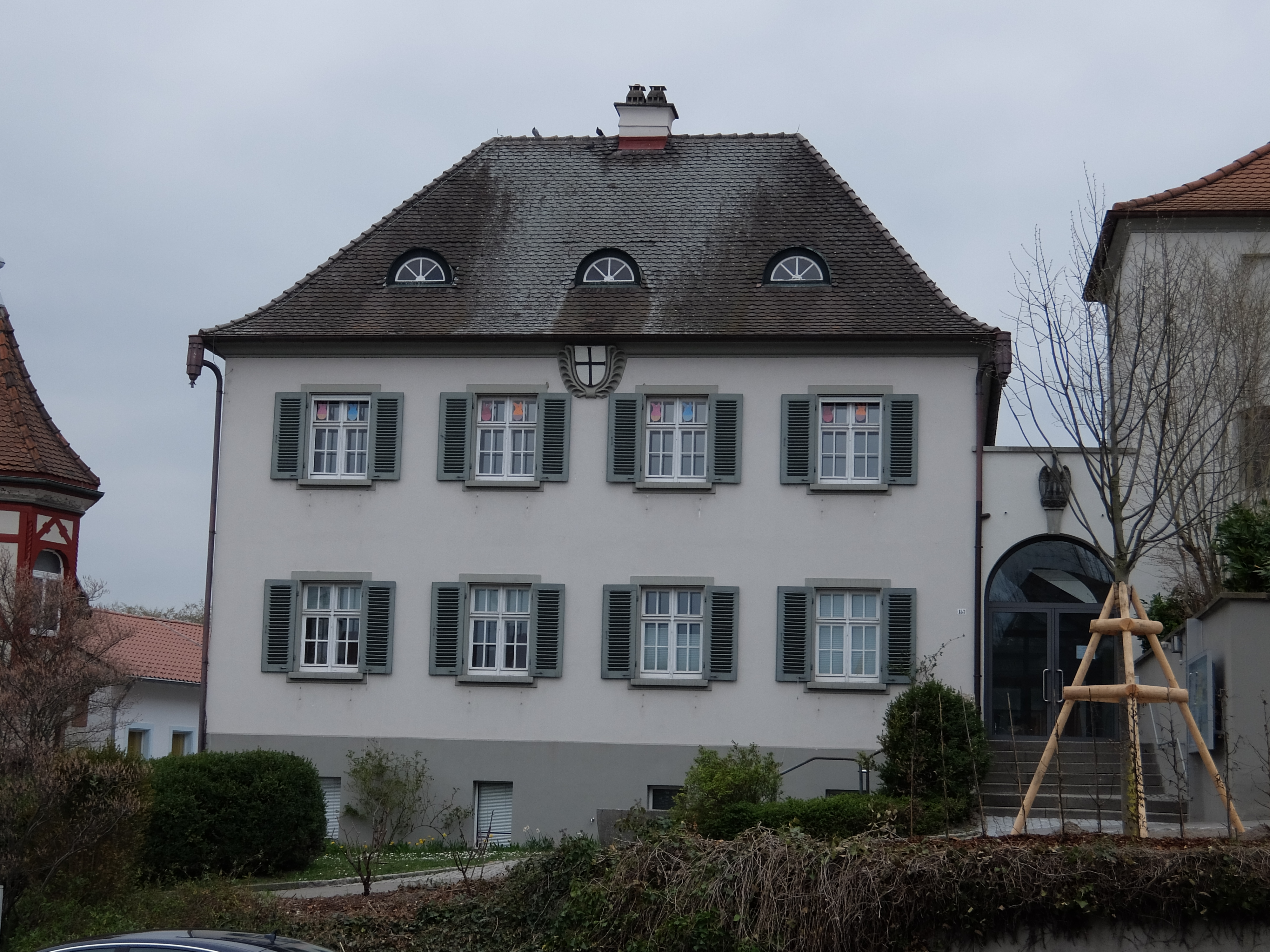
Pfarrhaus St. Georg in Konstanz-Allmannsdorf, 1930

Am 14. April 1934 starb Julius Hitzel an den Folgen eines Verkehrsunfalls in Konstanz. Am 17. April 1934 wurde er auf dem Konstanzer Hauptfriedhof beigesetzt. Aus der Ehe mit seiner Frau Luise geb. Friedle ging der Sohn Franz Hitzel hervor.

## Werk
Im Glasmalereiatelier von Alexander Linnemann in Frankfurt am Main (Pfingsten 1895 bis 30. September 1903) erledigte er die Zuarbeit zu Aufträgen wie z. B. für die Ausmalung der Jakobi-Kirche in Peine.
Im Atelier des Architekten Carl Moritz in Köln (18. März 1905 bis 31. März 1906) wirkte er bei der Ausarbeitung der Entwürfe zu mehreren Monumentalbauten mit, u. a.:
- Neues Königliches Opernhaus Berlin (nicht ausgeführt)
- Stadttheater Kattowitz
- Geschäftshäuser Stollwerck und Hettlage in Köln
- Stadttheater Barmen

Im Atelier der Architekten Robert Curjel und Karl Moser in Karlsruhe (26. März 1906 bis 17. September 1907) war er beteiligt bei der Ausarbeitung eines Entwurfs für ein neues Theater mit Konzertsaal in Karlsruhe und an Studien für den Neubau des Kunsthauses Zürich
In der elsass-lothringischen Landeshochbauverwaltung in Straßburg (1. Oktober 1907 bis 7. Februar 1912) war er wie folgt tätig:
- Entwurfsbearbeitung und Einzeldurchbildung des östlichen (zweiten) Ministerialdienstgebäudes (heute: Préfecture administrative de la région Grand Est et du Bas-Rhin, 5 place de la République)[12]
- Entwurfsbearbeitung und Bauführung zur Einrichtung der Geschäftsräume des Kaiserlichen Rats im westlichen (ersten) Ministerialdienstgebäude (heute: La Trésorerie générale, 4 place de la République)
- Entwurfsbearbeitung und Bauführung zur Einrichtung des Sitzungssaals der I. Kammer im Landtagsgebäude (heute: Théâtre national de Strasbourg, 7 place de la République)

Bei seiner Tätigkeit beim Erzbischöflichen Bauamt Konstanz entstanden unter seiner Mitarbeit:
- 1912–1914: Pfarrkirche St. Nikolaus in Aulfingen (heute Gemeinde Geisingen)[13]
- 1915–1916: Notkirche in Konstanz-Petershausen[14][15][16]
- 1922–1923: Pfarrkirche Herz Jesu in Wiechs am Randen (heute Gemeinde Tengen)[17]

Ferner bearbeitete er
- die Kirchenerweiterung in Welschingen
- die Pfarrhaus-Neubauten in Meersburg[18], Wiechs am Randen (1922–1932)[19], Konstanz-Allmannsdorf (um 1930)[20]

Mehrere Kirchen im Bodenseegebiet wurden nach seinen Plänen renoviert, wie z. B.:
- Stadtpfarrkirche St. Martin in Meßkirch
- St. Peter und Paul in Singen (Hohentwiel)
- St. Nikolaus in Allensbach
- St. Laurentius in Markelfingen

Zudem entwarf er Kriegerdenkmäler, Grabmäler sowie Altäre für Fronleichnamsprozessionen:
- 1922: Kriegerehrenfriedhof in Steißlingen (Entwurf und Bauleitung)[21]
- 1925: Entwurf für ein Kriegerdenkmal in Allmannsdorf
- 1926: Friedhof-Erweiterung mit Kriegerdenkmal in Kirchen-Hausen (Kreis Tuttlingen) (Entwurf und Bauleitung)[22]
- 1930: Entwurf für ein Kriegerdenkmal in Sipplingen
- 1932: Kriegerdenkmal in Möhringen
- Kriegerdenkmal in Wiechs am Randen
- Grabmäler für den Konstanzer Hauptfriedhof (Musterfriedhof)